# Vincent Pontare
Vincent Fred Pontare (* 13. Mai 1980 in Solna) ist ein schwedischer Sänger, Produzent und Songschreiber. Er bewegt sich musikalisch in erster Linie in den Bereichen der Pop-, Soul- und EDM-Musik aktiv. Er ist als Autor und Sänger gemeinsam mit Salem Al Fakir als Vargas & Lagola aktiv. Sein Vater ist der schwedische Musiker Roger Pontare.

## Karriere

### Als Solokünstler
Miss Blue stellt Pontares erste Veröffentlichung in Deutschland dar. Diese erschien im Jahr 2007 In Schweden erreichte er die Top Ten der schwedischen Single-Charts und verblieb dort drei Monate. Auch in Deutschland erreichte der Track eine Single-Chartplatzierung. Das Video zu Miss Blue entstand in Los Angeles unter der Mitwirkung des dänischen Models Anine Bing. In seiner Heimat war Miss Blue bereits die dritte Auskopplung aus seinem Debütalbum Lucky Thirteen, das ihm unter anderem mehrere Nominierungen für den schwedischen Grammy eingebrachte. Zuvor erschienen bereits die Songs Paradise und Don’t Hate on Me (ebenfalls Top Ten in Schweden) als Single. Lucky Thirteen erreichte in Schweden Goldstatus. Die letzte Auskopplung This Is For You konnte in Deutschland in die Top 100 vorrücken.
2011 veröffentlichte Pontare sein zweites Studioalbum Godspeed. Bereits ein Jahr zuvor erschien Baby Hurricane. Als weitere Single-Auskopplungen wurden die Tracks The Moment I Met You und Put Your Money Where Your Money Is veröffentlicht.
Nachdem er bereits seit mehreren Jahren gemeinsam mit dem schwedischen Musiker Salem Al Fakir als Songwriter aktiv gewesen war, gründeten sie 2017 gemeinsam das Projekt Vargas & Lagola. Gemeinsam veröffentlichten sie mehrere Singles, darunter eine Kollaboration mit dem schwedischen DJ und Produzenten Avicii. Sie treten dabei in aufwändigen Indianer-ähnlichen Kostümen auf. Erstmals erfolgte dies bereits im Jahr 2015 während Axwell Λ Ingrossos Auftritt beim Coachella-Festival 2015
Er ist bei Little Stereo Recordings/Warner Music Sweden unter Vertrag.

### Als Songwriter
2007 produzierte er für die No Angels darunter die Single Teardrops und das Album Destiny und steuerte Vocals zu Marie Fredrikssons Ingen kommer undan politiken bei. Ebenfalls wirkte er 2007 bei Dannys Top-drei-Erfolg If Only You mit. Für Amanda Jenssen schrieb er im Folgejahr.
2012 wirkte er als Autor zweier Lieder für Agnes Carlssons Album Veritas mit. Für das gesamte Veronica-Maggio-Album Handen i fickan fast jag bryr mig und Petter-Album Början på allt agierte er als Songwriter und Komponist. Bei beiden Studioalben arbeitete Pontare mit dem ebenfalls schwedischen Musiker Salem Al Fakir zusammen.
Fortan entwickelten sich Al Fakir und Pontare zu einem festen Duo. Zu Aviciis Debüt-Album True steuerten sie die beiden Lieder Hey Brother und You Make Me, wobei Al Fakir letzteres auch sang. Katy Perry ließ ihr Prism-Lied Love Me von Pontare schreiben.
2014 gründeten die beiden Swedish-House-Mafia-Mitglieder Axwell und Sebastian Ingrosso das Projekt Axwell Λ Ingrosso, von dem Al Fakir und Pontare fester Bestandteil wurden. Sie agierten hier auch nicht nur als Songwriter, sondern auch als Sänger. Bereits die Debüt-Single Something New wurde zu einem großen Erfolg in der EDM-Szene. 2015 traten sie erstmals auch als mit den Leadern Axwell und Ingrosso auf, worin auch der Ursprung von Vargas & Lagola lag.
Ebenfalls 2015 waren sie Teil der Teams hinter Madonnas Studioalbum Rebel Heart und Galantis’ Call If You Need Me. Parallel arbeiteten sie auch außerhalb der Dance- und EDM-Musik mit Musikern wie Miike Snow und Seinabo Sey zusammen.

## Diskografie

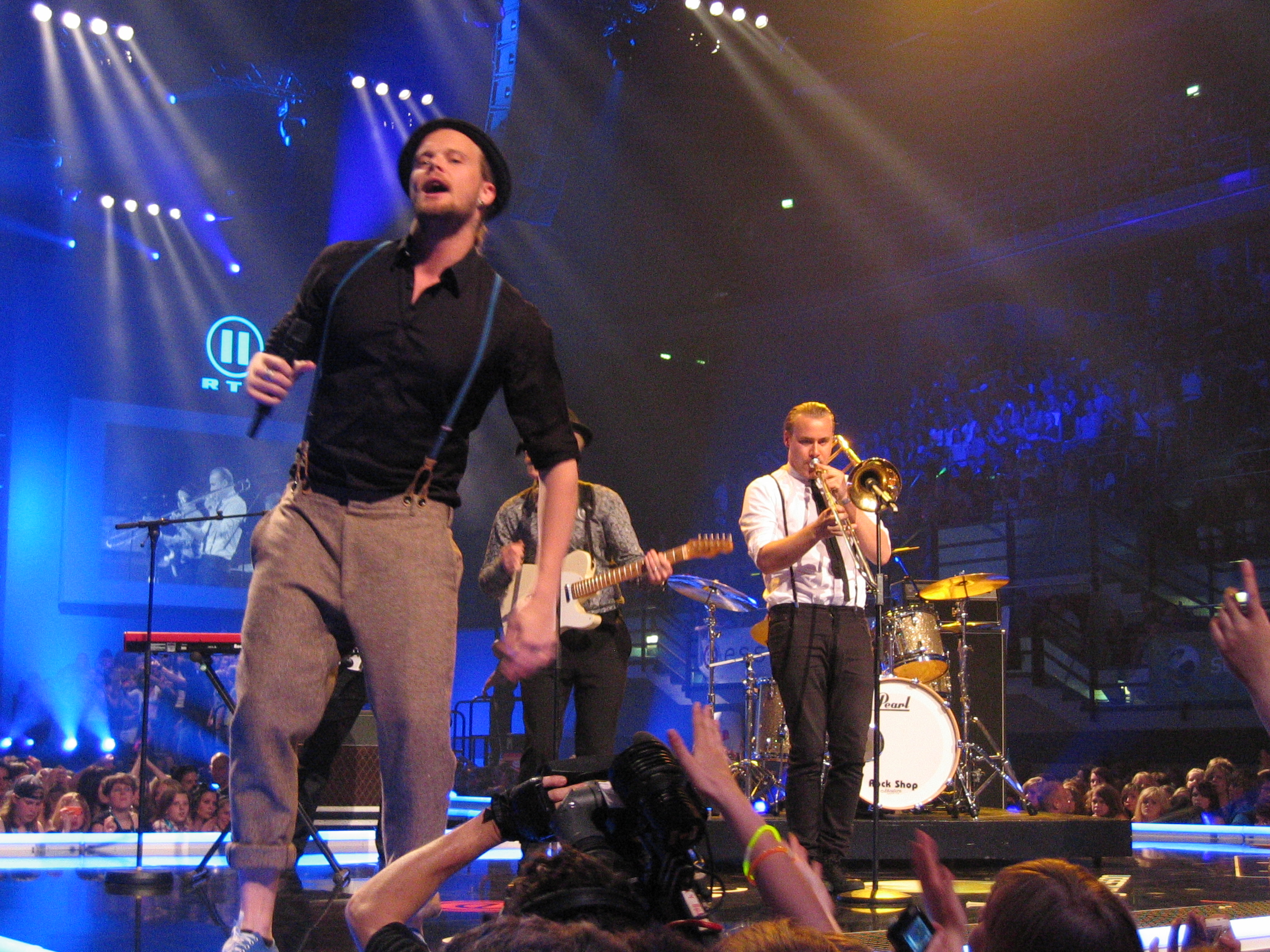
Vincent Pontare bei The Dome 46

### Alben
- 2008: Lucky Thirteen
- 2011: Godspeed

### Singles

#### Solo
- 2006: Paradise[3]
- 2007: Don’t Hate on Me
- 2007: Miss Blue[3]
- 2008: This Is for You,
- 2010: Baby Hurricane
- 2011: The Moment I Met You
- 2011: Put Your Money Where Your Money Is

#### Als Vargas & Lagola
- 2017: Rolling Stone
- 2017: Dolores (The Awakening)
- 2017: As Long As I Have To
- 2017: Friend of Mine (mit Avicii)
- 2017: Hurts to be Hurt (unveröffentlicht)

### Als Songwriter (gemäßASCAP)
2007:
- Danny feat. Therese – If Only You
- w-inds. – Milky Way

2008:
- Amanda Jenssen – Do You Love Me
- Jenniffer Kae – No Second Chances

2009:
- Promoe – Problem

2012:
- Nause – Hungry Hearts
- Agnes – Human Touch
- Agnes – Nothing Else Madders
- Gemini feat. Fabienne – 3D Romeo

2013:
- Veronica Maggio – Bas Gillar Hörn
- Veronica Maggio – Dallas
- Veronica Maggio – Hädanefter
- Veronica Maggio – I Min Bil
- Veronica Maggio – Jag Lovar
- Veronica Maggio – Låtsas som det regnar
- Veronica Maggio – Sergels Torg
- Veronica Maggio – Trädgården en fredag
- Veronica Maggio – Va Kvar
- Petter – Alla Vet
- Petter – April
- Petter – Arbete
- Petter – Början på allt
- Petter – Fristad
- Petter – Juni
- Petter – King
- Petter – Maj
- Petter – Mighty
- Petter – Minnen 2
- Petter – Sitter på en dröm
- Petter – Släpp mig fri
- Petter – Tills döden skiljer oss åt
- Avicii – Hey Brother
- Avicii – You Make Me
- Katy Perry – Love Me

2014:
- Dada Life – One Smile
- John Martin – Anywhere for You
- Avicii feat. Robin Williams – The Days
- Axwell Λ Ingrosso – Something New (auch Sänger)
- Wyclef Jean feat. Avicii – Divine Sorrow
- David Guetta feat. Sia & Fetty Wap – Bang My Head
- Ken Ring – Dansa när jag dör

2015:
- Madonna – Heartbreakcity
- Madonna – Messiah
- Madonna – Rebel Heart
- Madonna – Wash All Over Me
- Axwell Λ Ingrosso – On My Way (auch Sänger)
- Avicii – Waiting For Love
- Galantis – Call If You Need Me
- Galantis – Dancin’ to the Sound of A Broken Heart
- Galantis – Gold Dust
- Galantis – Help
- Galantis – Kill ’em with the Love
- Galantis – Smile
- Galantis – You
- Axwell Λ Ingrosso – Sun Is Shining
- Miike Snow – Heart Is Full
- Seinabo Sey – Hard Time
- Seinabo Sey – Pistols at Dawn
- Seinabo Sey – Poetic
- Seinabo Sey – Ruin
- Seinabo Sey – Sorry

2016:
- Veronica Maggio – Den första är alltid gratis
- Veronica Maggio – Vi mot världen
- Axwell – Barricade
- MishCatt – Another Dimension

2017:
- Rainie Yang – Ai Wo Qing Shut Up
- Axwell Λ Ingrosso – More Than You Know
- Axwell Λ Ingrosso – Renegade
- Veronica Maggio – Pang Pang
- Johnossi – On A Roll
- Avicii feat. Sandro Cavazza – Without You